# 1998 WW31

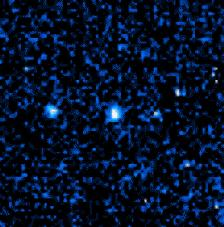
허블 우주 망원경의 1998 WW31 사진.

1998 WW31는 직경 약 148km 카이퍼 대 천체이다. 1998년 9월 11일 미국 애리조나주 키트 피크 내셔널 천문대에서 발견되었다.